# Les Alleuds (Deux-Sèvres)
Les Alleuds ist eine Commune déléguée in der französischen Gemeinde Alloinay mit 294 Einwohnern (Stand: 1. Januar 2022) im Département Deux-Sèvres in der Region Nouvelle-Aquitaine. 
Mit Wirkung vom 1. Januar 2017 wurde sie mit Gournay-Loizé zur Commune nouvelle Alloinay zusammengelegt. Seither hat sie den Status einer Commune déléguée. Die Gemeinde Les Alleuds gehörte zum Arrondissement Niort und zum Kanton Melle.

## Geographie
Nachbarorte sind Saint-Vincent-la-Châtre im Norden, Clussais-la-Pommeraie im Osten, Melleran im Süden und Gournay-Loizé im Westen. 

## Bevölkerungsentwicklung
| Jahr      | 1962 | 1968 | 1975 | 1982 | 1990 | 1999 | 2008 | 2013 |
| --------- | ---- | ---- | ---- | ---- | ---- | ---- | ---- | ---- |
| Einwohner | 410  | 400  | 366  | 339  | 307  | 285  | 289  | 273  |